# Kulturpalast Bitterfeld
Le Kulturpalast Bitterfeld est une ancienne maison de la culture et un monument historique dans le quartier de Bitterfeld, à Bitterfeld-Wolfen, arrondissement d'Anhalt-Bitterfeld, Saxe-Anhalt, en Allemagne. Le bâtiment est surtout connu pour les conférences de la Voie de Bitterfeld, une politique culturelle mise en place en RDA par le dirigeant Walter Ulbricht.

## Histoire
Dans la première moitié du XXe siècle, Bitterfeld est un centre d'extraction de lignite à ciel ouvert et un pôle de l'industrie chimique. Après la fondation de la RDA, on construit des Palais et des Maisons de la Culture dans de nombreuses villes d'Allemagne de l'Est, dont Bitterfeld à partir de 1952. Une grande partie des travaux de construction est effectuée par des ouvriers locaux après leurs heures de travail, sur la base du volontariat (« travaux de construction nationaux »). Le bâtiment est inauguré le 13 octobre 1954 et est baptisé Kulturpalast Wilhelm Pieck.
Le bâtiment est connu en 1959 et 1964 par les Conférences de Bitterfeld, au cours desquelles la politique culturelle socialiste de la jeune RDA, la dite Voie de Bitterfeld, est proclamée par Walter Ulbricht. Sous la devise Prends la plume, compagnon, les travailleurs sont appelés à s'engager dans une activité artistique conforme à l'idéologie socialiste. À l'inverse, les artistes et les « travailleurs culturels » doivent être plus étroitement liés aux travailleurs et au régime socialiste.
À l'époque de la RDA, la salle du Kulturpalast est utilisée pour les représentations d'artistes nationaux et internationaux, comme Udo Jürgens en concert en 1965, pour des enregistrements d'émissions de divertissement par la télévision de la RDA, et pour des pièces de théâtre. S'y trouvent aussi des espaces d'activité pour les clubs et cercles locaux.
Après la chute du mur en 1990, le bâtiment est vendu à un entrepreneur privé qui le rénove et continue à l'utiliser pour l'événementiel jusqu'en 2015.
Après sa fermeture, le Kulturpalast est devenu la propriété de la Chemiepark Bitterfeld-Wolfen GmbH, qui dépose un dossier de permis de démolir en 2017. Cela se heurte à la résistance de la population et de la ville, qui soulignent l'importance urbaine, culturelle et historique du Palais de la Culture. Un projet de restructuration est présenté en 2020 ; le coût estimé de 10 millions d'euros est pris en charge à 90% par le gouvernement fédéral après une visite de la ministre Monika Grütters ,.

## Architecture
La maison dispose d'une grande salle de 1000 places, d'un restaurant et de scènes plus petites ainsi que de plus de 240 salles que les clubs et les cercles peuvent utiliser gratuitement. La liste des monuments classe le Kulturpalast comme « architecture monumentale néoclassique de l'époque de la RDA ». Avec le Kulturpalast de Schkopau et l'ancien Kulturhaus Zinnowitz, c'est l'un des trois bâtiments conservés de ce style.